# Маника (наруч)

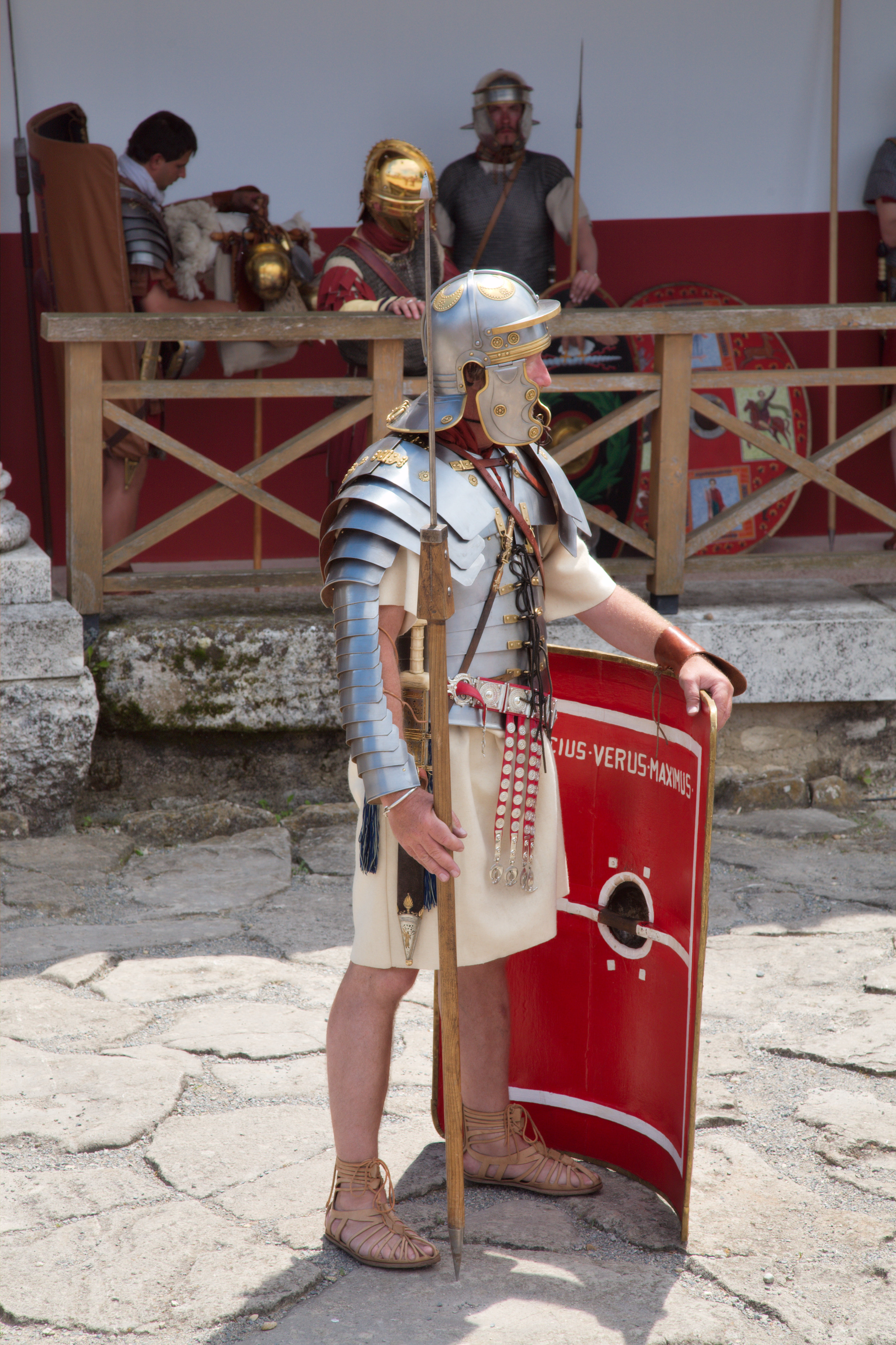
Маника на правой руке римского легионера II века н. э. Современная реконструкция

Ма́ника (лат. manica) — элемент древнеримского защитного доспеха, металлический наруч из нескольких сегментов. Слово manica происходит от manus («рука») и буквально значит «рукав».

## История
Пластины для защиты рук (наручи) применяли с древних времен. Ксенофонт описывает всадников V—IV веков до н. э., которые вместо щита на левой руке носили составной наруч (греч.  χείρ). Во время раскопок в Пергаме были найдены фрагменты наручей, известны также их изображения в городском храме Афины. Подобные доспехи были распространены у  саков, в  парфянском и кушанском государствах, где были также поножи аналогичной конструкции. Известны образцы с Халчаяна (Узбекистан), а также с Таксилы (Пакистан).
Другой сегментированный наруч был найден в Ай-Хануме (Афганистан), датированный 150 годом до н. э. Он имеет широкую плечевую пластину и 35 перекрывающихся изогнутых меньших пластин, которые перекрывали одну другую в направлении снизу вверх: в случае противоположного направления они были бы уязвимы для ударов сверху.
В Рим сегментированные наручи пришли, вероятно, вместе с появлением крупеляриев — тяжеловооруженных гладиаторов  галльского происхождения. Древнеримский историк Тацит описывает их боевую тактику во время восстания  треверов под руководством Флора и Сакровира в 21 году:
 Часть рабов проходила гладиаторскую подготовку. Закованные в железо по обычаю их народа, эти крупелярии, как их звали, были слишком неуклюжие для наступательных действий, однако, были непреклонны в обороне ... Пехота осуществила лобовую атаку. Галльские ряды попятились. Бронированные воины задержали наступление: они были неуязвимы для мечей и дротиков. Однако, римляне, используя топоры и клевцы, уничтожили доспехи вместе с владельцами, подобно тому как ломают стену. Других гладиаторов сбили на землю копьями трезубцами, и пользуясь их беспомощностью, оставили умирать. 
(Тацит, «Анналы», III)

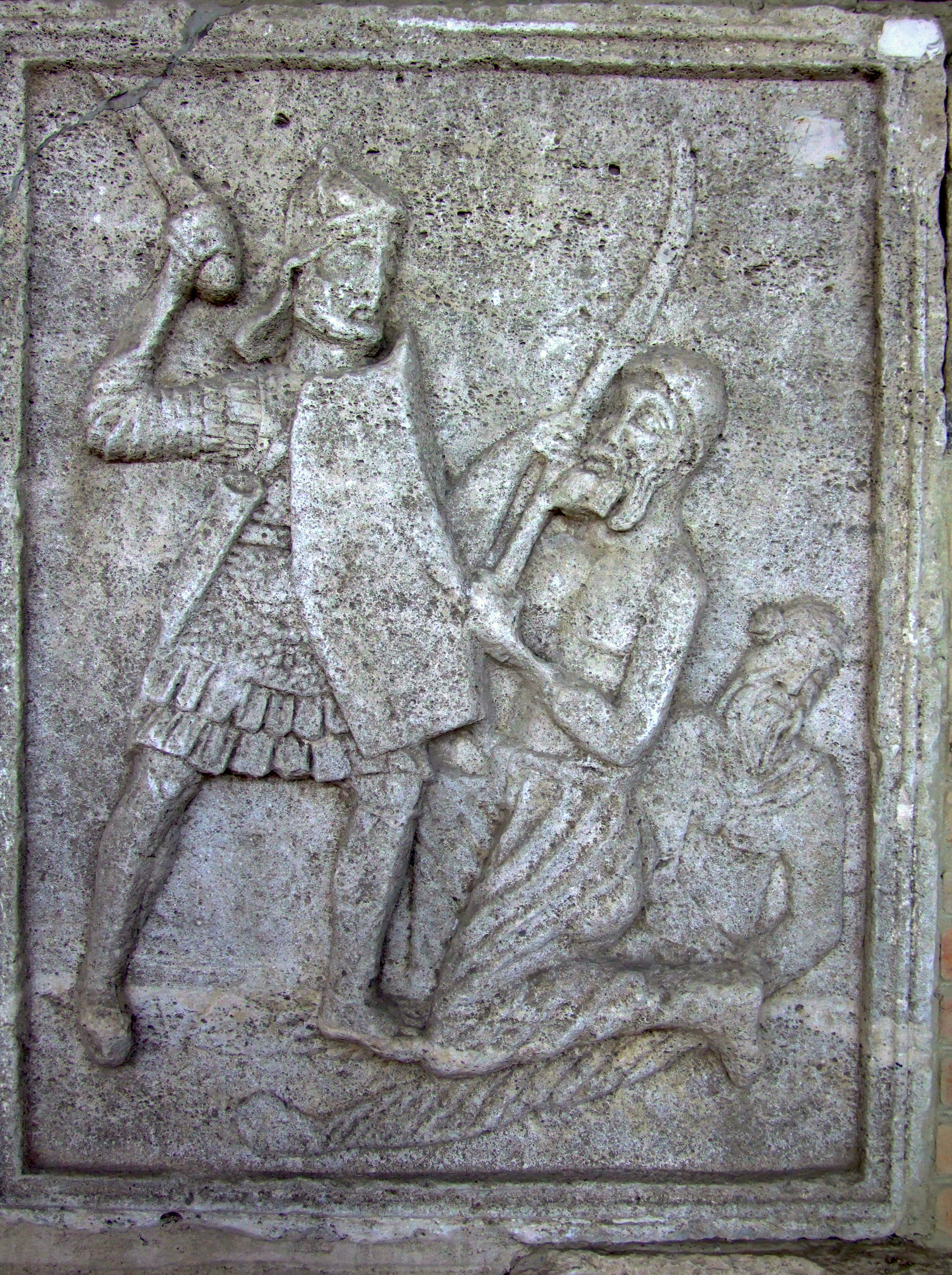
Легионер с сегментированной маникой и дакийский воин с фальксом. Метопа XX рельефа монумента «Трофей Траяна» Адамклиси (Румыния)

Учитывая всё, доспехи крупеляриев имели металлические рукава — сегментированные наручи. В дальнейшем они появляются и в римской армии в эпоху Дакийских войн императора Траяна, как необходимая защита от страшных рубящих ударов дакийский серповидных мечей фальксов. На надгробиях легионеров Legio XXII Primigenia, который дислоцировался в Майнце в 43-70 годах, изображения маник является частью декоративного бордюра. Одно из изображений показывает манику, состоящую из 11 пластин и четырёхсегментной защиты кисти. Это свидетельствует об употреблении маник уже в те времена, хотя и ограниченном.

## Описание
Маника состояла из плечевой пластины, примерно 35 металлических (стальных или из медного сплава) полос, 90-120 внешних заклепок, 3-4 ремней и мягкой подкладки. Подкладка могла также надеваться отдельно: для избежания её повреждений острыми кромками пластин. Металлические полосы имели ширину 25-30 мм и толщину 0,35-0,5 мм, их длина была разной: большая в верхних сегментах. Каждая имела отверстия на нижней кромке, через которые проходили медные или бронзовые заклепки для крепления ремней. Был ещё один проем, без заклепки, он по-видимому, предназначался для более точного подгона доспеха согласно индивидуальному размеру. Нижние сегменты также могли соединяться между собой заклепками вместо ремней. Одно из описаний показывает нижний сегмент маники в форме кисти — для её защиты.
Маника закрывала руку не полностью: её пластины не замыкались в круг, оставляя незащищённой внутреннюю часть руки. Обычным положением руки в манике, известным из изображений, было вертикальное положение плеча, прижатого к корпусу и вытянутое горизонтально предплечья с большим пальцем вверх. Таким образом незащищённая часть руки (там, где крепились ремни) оставалась позади. Пластины заходили друг за друга в направлении вверх, направляя удары до локтевого сгиба, который имел усиленную защиту несколькими пластинами.